# Zamek Uhrovec

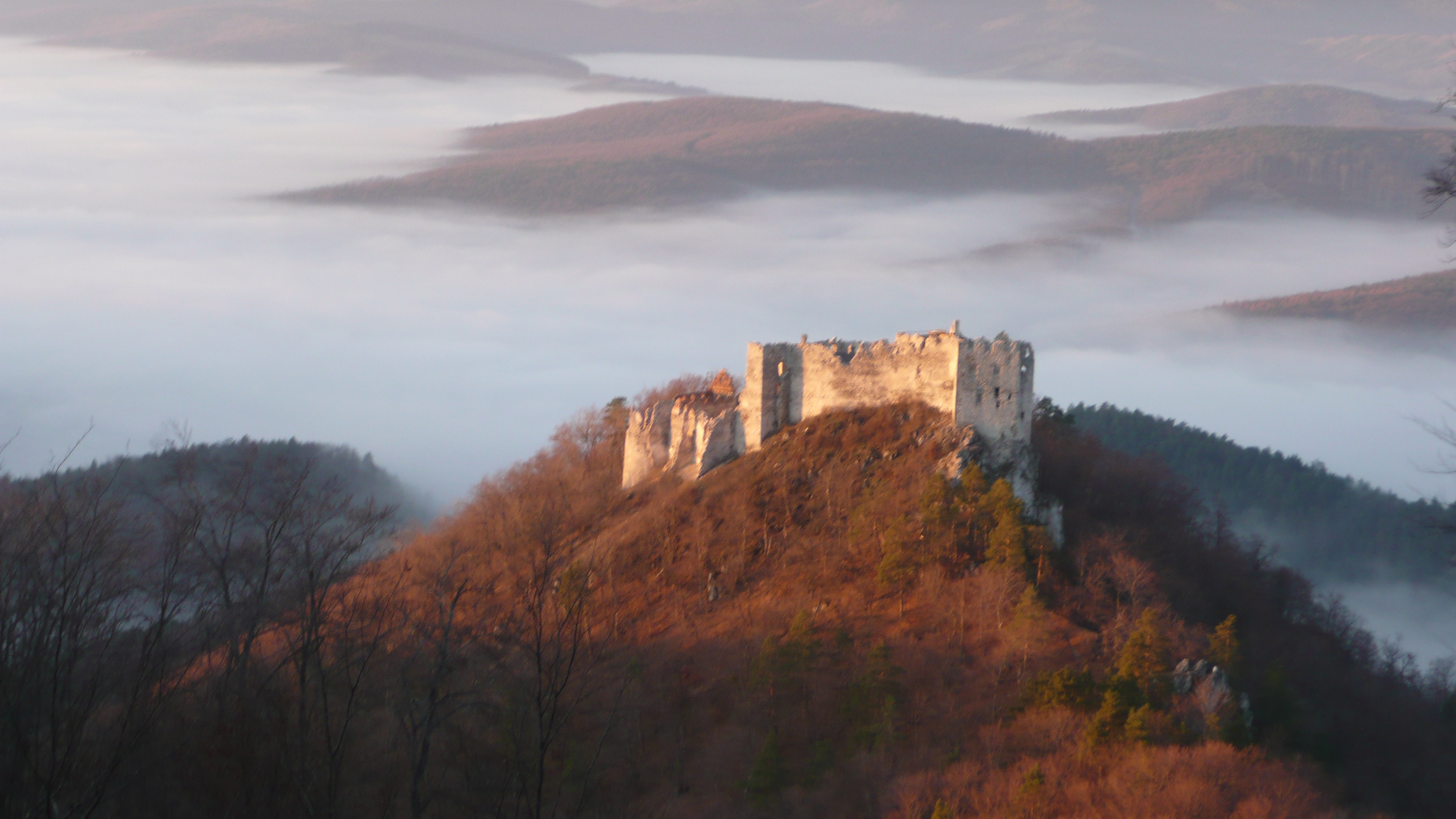
Zamek Uhrovec zimą

Zamek Uhrovec (słow. Hrad Uhrovec, dawniej Uhrovský hrad) – średniowieczny zamek obronny w południowej części Gór Strażowskich na Słowacji. Obecnie w ruinie.

## Położenie
Zamek znajduje się w szeroko rozumianej grupie szczytu Rokoš. Wzniesiono go na wysokości 591 m n.p.m., na lokalnym wypiętrzeniu trzeciorzędnego grzbietu, odgałęziającego się od głównego grzbietu grupy Rokoša w miejscu zwanym Pod Čihocom i opadającego w kierunku północno-zachodnim ku dolinie Podhradskiego Potoku nieco ponad obecną wsią Uhrovské Podhradie. Leży na terenie katastralnym tej ostatniej wsi, w powiecie Bánovce nad Bebravou w kraju trenczyńskim.

## Historia
Zamek powstał prawdopodobnie około połowy XIII w., po niszczycielskim najeździe mongolskim na ziemie polskie i węgierskie w latach 40. tego stulecia. Biorąc pod uwagę położenie zamku (głęboko w górach, na wysokim grzbiecie, w oddaleniu od większych ośrodków osadniczych i traktów handlowych) zbudowano go zapewne jako ufortyfikowane schronienie któregoś z możnych rodów na wypadek kolejnych zagrożeń. Jako budowniczy zamku wymieniany jest żupan trenczyński Bašo.
Pierwsza wzmianka o zamku (wspomnianym jako Castrum Ugrog) pochodzi z dokumentu kapituły ostrzyhomskiej z 1295 r. Czytamy w nim, że  drogą wymiany za majątki w Tekovie zamek, wraz z szeregiem okolicznych wsi, przejął z rąk Piotra, syna Bašy, Mateusz Czak, wówczas najpotężniejszy możnowładca Górnych Węgier. Historycy są zgodni co do tego, że ów „król Wagu i Tatr” przedstawił Piotrowi, coś w rodzaju „propozycji nie do odrzucenia”, skoro ten zgodził się wymienić uhrovecki zamek wraz z dziewięcioma wsiami za jakieś niewiele warte nieruchomości Czaka w Tekovie (dolina dolnego Hronu) i symboliczną „dopłatę” w wysokości 50 grzywien srebra. Potwierdza to zresztą inny dokument z Ostrzyhomia, pochodzący z 1297 r., w którym mówi się wprost o szantażu. Po śmierci Czaka w 1321 r. zamek przeszedł w ręce Karola Roberta i stał się majątkiem królewskim.
W 1388 lub 1389 r. zamek z rąk cesarza Zygmunta Luksemburskiego przejął potężny Ścibor ze Ściborzyc, w owym czasie m.in. komes komitatów górnowęgierskich (słowackich) i najbogatszy magnat węgierski. Po bezpotomnej śmierci jego syna, Ścibora Ściborowica w 1434 r. zamek wraz z podległym mu feudalnym „państwem”, obejmującym już wówczas miasto Bánovce oraz 21 wsi położonych w dolinach Bebravy i Radišy, wrócił do króla, który w następnym roku przekazał go swej żonie Barbarze Cylejskiej. Ta władała nim do 1439 r., kiedy odebrał go jej następca Zygmunta Luksemburskiego, Albrecht Habsburg i przekazał go swej żonie Elżbiecie.
W XV i XVI w. zamek był przedmiotem licznych sporów i wielokrotnie zmieniał właścicieli. Co najmniej od 1453 r. Uhrovcem władał wpływowy magnat pochodzący z Liptowa, Pongracz ze Św. Mikułasza. Pongraczom przypisywana jest rozbudowa zamkowych umocnień, ale także bicie w zamkowych podziemiach fałszywej monety. Po Pongraczach „państwo” dzierżawiła m.in. rodzina Danffych z Dobozu.
M. in. ok. 1540 r. Ferdynand I Habsburg zastawił "państwo" uhrowskie Piotrowi Szilágyi'emu, który w 1545 r. zapisał je w testamencie swej małżonce Brygidzie z Vršatca i ze Slopnej. W tych czasach przebudowano zamek górny, nadając mu już cechy renesansowe. Na terenie gospodarczego podgrodzia u jego zachodniego podnóża wzniesiono mury zamku dolnego, wzmacniając je dwoma okrągłymi basztami, przystosowanymi już do broni palnej. Według przeprowadzonego później „audytu” materiały i robocizna prac murarskich były warte 4 tysiące złotych dukatów, prace ciesielskie 500 dukatów, a wykucie cysterny na zamku dolnym oraz suchej fosy przed jego wejściem kolejny tysiąc.
Małżeństwo Szilágyi'ch nie doczekało się potomków. W obowiązującym wówczas na Węgrzech prawie feudalnym obowiązywało tzw. odumarcie, czyli zasada mówiąca, że małżonka nie ma prawa dziedziczyć po mężu majątków lennych. Korzystając z tego władca nakazał wdowie opuścić Uhrovec, darując go w 1547 r. swemu zaufanemu dworzaninowi, Franciszkowi Zay'owi. Wdowa nie chciała jednak oddać zamku, wskazując, że zgodnie z umową należy jej się zwrot kwoty zastawnej oraz zwrot kosztów poniesionych przez lata na utrzymanie zamku i zamkowej załogi.
Brygida w 1552 r. wyszła ponownie za mąż za Mikołaja Kostkę, pana na zamku Lietava, co początkowo znacznie wzmocniło jej pozycję prawną. Jednak Kostka, jak się wkrótce okazało, wykorzystał małżeństwo jedynie do zagarnięcia majątku: ograbił, ile się dało, podlegające zamkowi włości, zawładnął podstępem kosztownościami żony, a starzejącą się Barbarę zamknął w izolacji w swoim zamku. Ostatecznie dopiero w 1555 r. Franciszek Zay mógł objąć zamek we władanie, choć aż do swojej śmierci w roku 1570 mało przebywał na zamku, pełniąc służby w interesach korony daleko od domu.
Ród Zay'ów stał się jednak właścicielem uhrowieckiego zamku na kilka stuleci. Ze względu na peryferyjne usytuowanie zamek nie ucierpiał ani od Turków ani później w czasie tzw. powstań kuruców. Gdy na początku XVII w. Zay’owie przenieśli się do nowego, znacznie wygodniejszego kasztelu w Uhrovcu, na zamku pozostały w użyciu jedynie zabudowania gospodarcze i pomieszczenia straży. Z czasem i te przestały być używane w przeciągu XVIII w. Chociaż członkowie rodu wzajemnie oskarżali się o brak troski o zamek, jeszcze w 1802 r., wiedzeni sentymentem do rodzinnego gniazda, zainwestowali w naprawę gontowych dachów zamku, zniszczonych przez wichurę. W czerwcu 1848 r. zamek spłonął i od tego czasu nie był już odbudowywany.

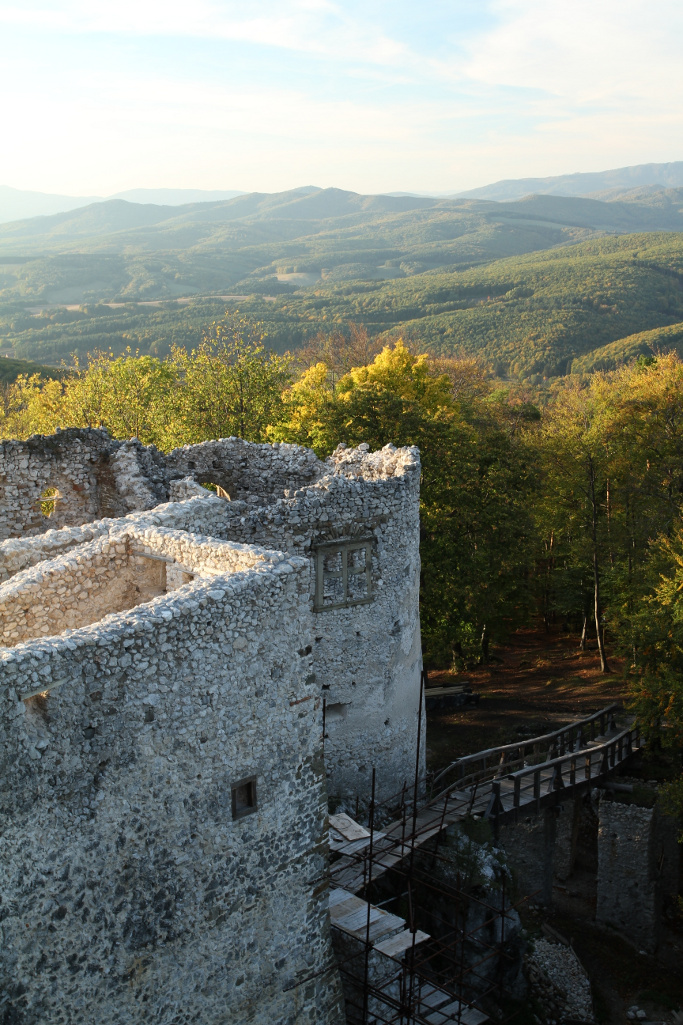
Fragment ruin zamku Uhrovec

## Architektura
Nie znamy pierwotnego wyglądu zamku, który należy do najstarszych zachowanych budowli świeckich na Słowacji. Dyspozycja zamku, zachowane mury oraz drobne elementy architektoniczne niosą ślady architektury romańskiej, pozwalające datować budowlę na I połowę XIII w. lub na samą połowę tego stulecia. Najstarsze zabudowania wzniesiono na skalistym wypiętrzeniu grzbietu. Skupione one były wokół trójkątnego podwórca, dostępnego przez bramę z wieżą. Do rozległego pałacu, dominującego w zabudowie, dostawiona została niewielka kaplica, usytuowana na samym końcu skalistej ostrogi. Dyspozycja tej romańskiej część zamku wraz z powstałymi w tym czasie fragmentami murów obronnych nie zostały zatarte późniejszymi przebudowami i zachowały się do naszych czasów.
W XIV w. Ścibor ze Ściborzyc wybudował po północno-zachodniej stronie podwórca nowy pałac w stylu gotyckim. Kolejni właściciele, Zay’owie, w XVI w. dobudowali przy dolnym dziedzińcu zespół dwóch baszt, tworząc z niego silnie ufortyfikowane przedbramie. Tu znajdowały się też zabudowania gospodarcze. Do przedbramia prowadził most na filarach, przerzucony nad wykopem stanowiącym kolejny element obrony.
W oparciu o zachowaną dokumentację ikonograficzną wiemy, że jeszcze na przełomie XVIII i XIX w. budowle zamkowe były w niezłym stanie. Jednak najstarsza fotografia zamku z ok. 1870 r. przedstawia już zamek pozbawiony dachów, stropów, okien itp. Rysunki Teodora Dörre, który w 1885 r. odwiedził zamek, pokazują jeszcze szereg wnętrz, detali architektonicznych itd., które w następnych latach bezpowrotnie zniknęły. Na widoku zamkowej kaplicy widzimy jeszcze mensę ołtarzową, wejście do krypty i poligonalną, renesansową ambonę, która zniknęła dopiero w latach 50. XX w.
Postępująca od XVIII w. destrukcja zamku trwa nadal. W 2004 r. obsunęła się, naruszona erozją, znaczna część murów jednej z budowli przedbramia. Ruinami opiekuje się obecnie fundacja Občianske združenie Hrad Uhrovec, powołana specjalnie w tym celu.

## Turystyka i zwiedzanie
Ruiny zamku można zwiedzać. Dojście z wsi Uhrovské Podhradie za zielonymi  znakami szlaku turystycznego w kierunku na Kňažinové lúky (ok. 1,5 godz.).